# ماساوری
ماساوری (به انگلیسی: Masaurhi) یک منطقهٔ مسکونی در هند است که در بخش پاتنا واقع شده‌است. ماساوری ۲۴۱٬۲۱۶ نفر جمعیت دارد و ۶۱ متر بالاتر از سطح دریا واقع شده‌است.